# NGC 5743
NGC 5743 (другие обозначения — ESO 580-17, MCG -3-38-4, IRAS14423-2042, PGC 52680) — спиральная галактика (Sb) в созвездии Весы.
Этот объект входит в число перечисленных в оригинальной редакции «Нового общего каталога».